# 菊池稔
菊池 稔（きくち みのる、1910年9月4日 - 1993年8月26日）は、日本の経営者。東京海上火災保険社長を務めた。和歌山県出身。

## 経歴
1934年に東京帝国大学法学部政治学科を卒業し、同年に三菱海上火災保険(のちの東京海上火災保険)に入社。1961年6月に取締役に就任し、1964年5月に常務、1967年6月に専務を経て、1971年6月に副社長に就任し、1972年6月に社長に昇格。1978年7月に会長に就任し、1981年7月から相談役を務めた。
1974年10月に藍綬褒章を受章し、1980年11月に勲二等旭日重光章を受章した。1989年、日本棋院より第20回大倉喜七郎賞が授与された。
1993年8月26日急性心不全のために死去。82歳没。